# Bright star, would I were steadfast as thou art
Bright star, would I were steadfast as thou art est la première ligne d'un sonnet d'amour composé par John Keats.

## Contexte
La date à laquelle John Keats a écrit Bright Star est imprécise. Ses biographes proposent différentes dates. Andrew Motion pense qu'il est commencé en octobre 1819. Robert Gittings estime que Keats a commencé le poème en avril 1818 — avant sa rencontre avec son aimée Fanny Brawne — et qu'il l'a remanié pour elle. William Walsh pense que la première version a été écrite à Bulverhythe. Colvin croit qu'il a été composé la dernière semaine de février 1819, juste après leur engagement.
La version définitive du sonnet est copiée dans un exemplaire de The Poetical Works of William Shakespeare, à côté du poème de Shakespeare, A Lover's Complaint. Le livre a été offert à Keats en 1819 par John Hamilton Reynolds. Joseph Severn disait que la copie dans le livre a eu lieu à la fin de septembre 1820 alors qu'il était à bord du Maria Crowther, à destination de Rome, d'où Keats très malade ne reviendra jamais. Ce livre contient également un sonnet de son ami Reynolds et un autre de Severn. Keats donne, avant sa mort, le livre à Joseph Severn probablement en janvier 1821.
Le poème est associé pour toujours à Fanny Brawne sa "Bright Star", dont Keats était épris. Gittings estime qu'il s'agissait d'une déclaration d'amour.
Il est publié pour la première fois en 1838 dans le The Plymouth and Devonport Weekly Journal, 17 ans après la mort de Keats.

## Texte du sonnet
Bright star, would I were steadfast as thou art—

Not in lone splendour hung aloft the night

And watching, with eternal lids apart,

Like Nature's patient, sleepless Eremite,

The moving waters at their priestlike task

Of pure ablution round earth's human shores,

Or gazing on the new soft-fallen mask

Of snow upon the mountains and the moors—

No—yet still steadfast, still unchangeable,

Pillow'd upon my fair love's ripening breast,

To feel for ever its soft fall and swell,

Awake for ever in a sweet unrest,

Still, still to hear her tender-taken breath,

And so live ever—or else swoon to death.
— John Keats, Bright Star
En s'adressant à une étoile (peut-être l'étoile polaire, autour de laquelle semblent tourner les cieux), le sonnet exprime le souhait du poète d'être aussi constant que l'étoile alors qu'il se blottit contre son aimée assoupie. L'utilisation de l'imagerie de l'étoile est inhabituelle en ce que Keats rejette bon nombre de ses qualités les plus évidentes, en se concentrant sur la nature inébranlable et passive de l'étoile. Dans une première version (copiée par Charles Armitage Brown et datée du début de 1819), le poète aime jusqu'à la mort ; dans la version finale, la mort est une alternative à l’amour (éphémère).
Le poème est constitue une seule phrase et utilise des rimes des sonnets de Shakespeare (ABABCDCDEFEFGG) avec le « tournant », où le train des pensées changent après l'octave.

## Postérité
Dans le roman paru en 1981 d'Alexander Theroux (en) Darconville's Cat (en) le poème est débattu par les protagonistes qui enseignent l'anglais.
En 2009 sort Bright Star réalisé par Jane Campion avec Ben Whishaw et Abbie Cornish ; le film se concentre sur les trois dernières années de la vie de Keats et de ses relations avec Fanny Brawne. Il est nommé Bright Star en référence au poème qui est déclamé plusieurs fois pendant le film.